# 曹轶欧
曹轶欧（1903年1月—1989年），原名曹蕙芬、曹淑英，曾用名林康、林娜，北京市大兴区人，中华人民共和国政治人物、康生第二任妻子。

## 生平
生于大户人家。外曾祖父刘策先，咸丰同治年间历任户部主事、湖北按察使、湖北布政使，随僧格林沁参加京津保卫战。外祖父刘恩驻（号福航），1854年（咸丰四年正月）生，1876年（丙子年）中举人，候补知府、候补道台，成为山东办洋务的骨干人物（光绪二十五年即1894年任山东机器局总办）。1905年个人投资27.9万银元创办“济南电灯房”（济南电灯公司总董事长）。刘恩驻的长女嫁闻建臣（旗人、晚清候补道，家道早落），生女曹轶欧。
曹轶欧1926年加入中国共产党。1927年在沪西区委工作。曹轶欧与康生是上海大学的同学，1927年结婚。曹轶欧给鲁迅写过信，收入《鲁迅书信集》中。1927年在江苏省委做文书兼党内交通工作。1928年在中央特科做警报工作。1933年赴莫斯科学习。
早年为中共上海沪西区委做纱厂女工，后进入中共中央特科，原夫李应臣。
1937年11月归国，任延安的中共中央党校干部科科长兼总支书记。1940年任中央干部教育部、中央宣传部干部教育科科长。1943年，任中共延安县委副书记兼县委组织部部长、延属地委宣传部部长。1946年，担任中共中央组织部干部材料研究室主任；1947年任中共晋察冀中央局党校干部处处长兼教务处副主任。1948年，抵达山东，任中共鲁中南区党委组织部副部长、代理部长、兼鲁中南区委党校副校长；1949年任中共中央山东分局组织部副部长。
中华人民共和国成立后，担任中共中央党校语文教研室主任、短训班主任。1961年5月任中央理论小组办公室主任。
1966年与康生把聂元梓等人写的大字报转呈毛泽东，将文化大革命推向高潮。
中共第九、第十、第十一届中央委员，第四、第五届全国人大常委。康生被开除党籍、撤销悼词、骨灰迁出八宝山后，1981年3月曹轶欧被罢免北京市人大代表、全国人大常委会委员、十一届中共中央委员等职务。但保留了党籍，就此淡出了视野，直至1989年因病去世。

## 家庭
- 第一任丈夫李应臣，
- 第二任丈夫康生，继子张子石。
- 妹妹苏枚，原名曹文敏。